# Ime ruže (1986.)
Ime ruže je talijansko-francusko-njemački film iz 1986., snimljen po istoimenom romanu Umberta Eca objavljenom 1980. godine.

## Radnja
Godina je 1327. Mladi benediktinski redovnik Adso iz Melka i njegov privremeni franjevački učitelj William od Baskervillea dolaze u samostan u sjevernoj Italiji, gdje je nedavno jedan redovnik preminuo pod nerazjašnjenim okolnostima. William slijedi tragove i pokušava logički razmišljati pozivajući se na Aristotela, Tomu Akvinskog i Rogera Bacona. U međuvremenu umire još nekoliko redovnika i ubrzo postaje jasno da je njihova smrt povezana sa samostanskom knjižnicom. Istragu otežava to što Bernado Gui, kojega je poslala inkvizicija, ne istražuje zločine temeljito kao William i optužuje mladu siromašnu djevojku u koju se Adso zaljubio.

## Uloge(izbor)
- Sean Connery - William od Baskervillea
- Christian Slater - Adso iz Melka
- F. Murray Abraham - Bernardo Gui
- Michael Lonsdale - opat
- Elya Baskin - Severinus
- Volker Prechtel - Malachias
- Feodor Chaliapin Jr. - Jorge de Burgos
- Ron Perlman - Salvatore
- William Hickey - Ubertino de Casale
- Valentina Vargas - djevojka

## Vanjske poveznica
- Ime ruže u internetskoj bazi filmova IMDb-a